# Le Royer
Le Royer was een geslacht van Zuid-Nederlandse orgelbouwers, werkzaam in de 17de eeuw. De belangrijkste leden zijn stamvader Nicolas I en zijn zonen Nicolas II, Jean en Charles.